# کوه تولو دیمتو
کوه تولو دیمتو (به لاتین: Mount Tullu Dimtu) یک کوه در اتیوپی است که در Bale Zone, Oromia Region, Ethiopia واقع شده‌است. کوه تولو دیمتو ۴٬۳۷۷ متر بالاتر از سطح دریا واقع شده‌است.